# Yakan
Els yakan són habitants de l'illa de Basilan, antigament anomenats tanguina. Són quasi tots musulmans i viuen a Basilan i alguns a Zamboanga del Sud al sud de les Filipines. i a Sabah a l'est de Malàisia. Els espanyols els van anomenar Sameacas. A principi del segle xxi eren al tomb de cents mil a les Filipines i dotze mil a Malàsia.
Els yakan són hospitalaris i ami stosos. Tenen una llengua emparentada a la dels badjaos i samas i s'anomena bahasa yakan. Vesteixen robes multicolors i generalment no porten sabates. Viuen d'agricultura i ramaderia; cultiven especialment arròs i també cocos. Toquen un instrument musical anomenat kulintang, i tambors. Construeixen les cases sobre pilars. Són rectangulars i s'ajuden uns als altres per la construcció. La família està formada per pare, mare i fills no casats. Tots els fills tenen el mateix dret d'herència. Les comunitats són dirigides per imams. No disposen de ciutats importants.
Vivien a l'interior de l'illa i eren hostils als espanyols i als pobladors de la costa. El 1842 el castellà Pedro Cuevas es va escapar de Cavite i es va refugiar a Basilan on va lluitar i matar a un cap anomenat Datu Kalun; llavors fou reconegut com a cap i va agafar el nom de Datu Kalun adoptant la religió dels yakan i casant-se amb una dona yakan. Va introduir canvis importants en la vida social. Va rebutjar invasions procedents de Jolo i de pirates d'altres llocs incloent la mateixa illa. El 1844 el govern francès va voler ocupar Basilan per establir una estació com a protecció pel comerç francès a la zona, però durant un any foren atacats pels yakan fins que es van retirar el 5 d'agost de 1845.
El 1895 el sultà de Jolo, nominal sobirà de Basilan, va enviar rl general Datu Julkanayin per recuperar l'illa però fou derrotat per Datu Kalun; la pau que va seguir va portar alguns cristians a l'illa, i els espanyols van considerar Cuevas (Datu Kalun) com un aliat i li van perdonar els seus delictes passats.
La guerra de la independència no va afectar Basilan. La base naval espanyola d'Isabela a Basilan fou ocupada pels americans dirigits pel coronel James S. Petit (sense lluita) el desembre del 1899. Cuevas va acceptar els nous conqueridors.